# România rupându-și cătușele pe Câmpia Libertății (pictură de Constantin Daniel Rosenthal)
Acest articol dezvoltă secțiunea Opera a articolului principal Constantin Daniel Rosenthal.
 România rupându-și cătușele pe Câmpia Libertății  este o pictură de mici dimensiuni realizată de artistul român Constantin Daniel Rosenthal în perioada 1847-1848.

## Galerie imagini

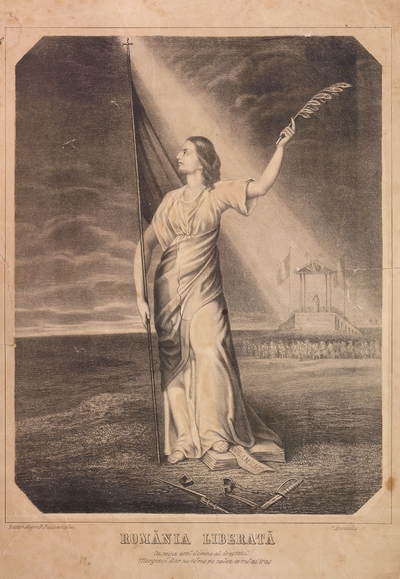
Litografie (1855-1867)
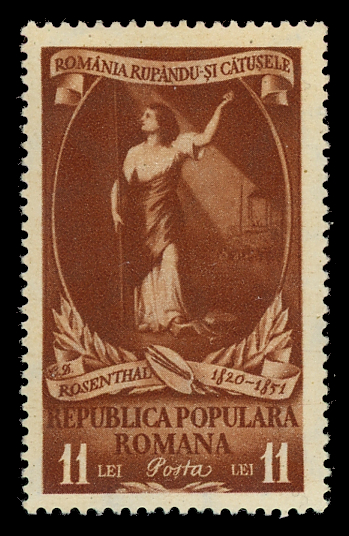
Timbru (1951)
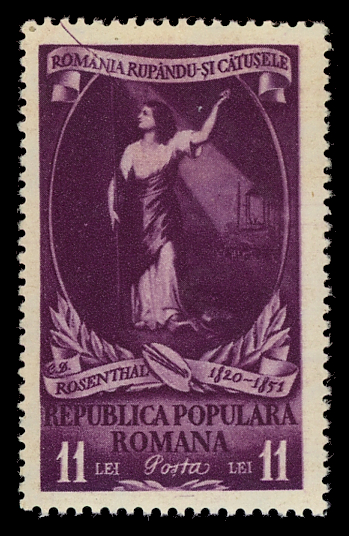
Timbru (1951)